# Santo Amaro de Minas
Santo Amaro de Minas, também conhecido como Santo Amaro do Manhuaçu, é um distrito do município brasileiro de Manhuaçu, no interior do estado de Minas Gerais. Segundo o censo demográfico de 2022, realizado pelo Instituto Brasileiro de Geografia e Estatística (IBGE), sua população era de 4 150 habitantes e havia 1 172 domicílios particulares permanentes ocupados. Possui área de 20,04 km² conforme a Fundação João Pinheiro (FJP). Foi criado pela lei municipal nº 3.507 de 23 de dezembro de 2015.
O distrito é conhecido por se localizar o aeroporto regional que serve a cidade-sede e sua região próxima.